# Estación de Villeneuve-la-Guyard
La estación de Villeneuve-la-Guyard es una estación ferroviaria francesa de la línea París - Marsella, situada en la comuna de Villeneuve-la-Guyard, en el departamento de Yonne, en la región de Borgoña. Por ella transitan únicamente trenes regionales.

## Historia

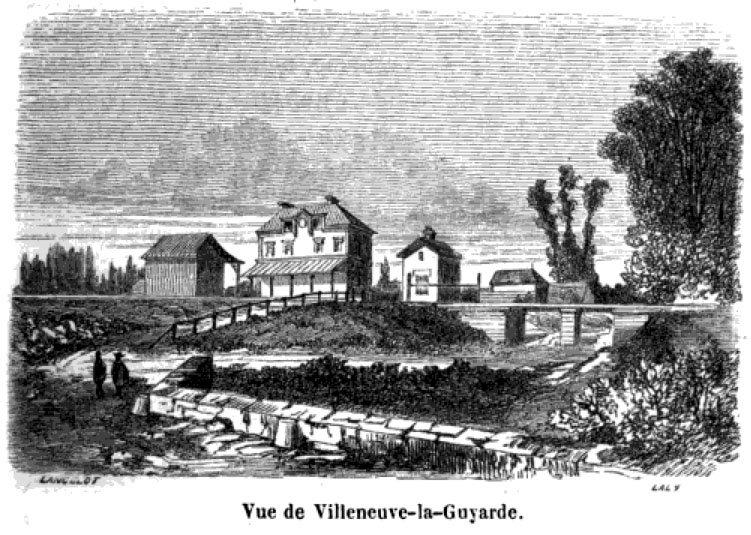
Dibujo de la estación del año 1854

La estación fue inaugurada por el estado el 12 de agosto de 1849 y posteriormente cedido en 1852 a la compañía de ferrocarriles de París a Lyon. En 1857 se integró en la compañía de ferrocarriles de París a Lyon al Mediterráneo. En 1938, la compañía fue absorbida por la recién creada SNCF. Desde 1997, explotación y titularidad se reparten entre la propia SNCF y la RFF.

## Descripción
Esta estación se compone de tres andenes, dos laterales y uno central, al que acceden cuatro vías. 
Dispone de atención comercial todos los días excepto domingos y festivos y de  máquinas expendedoras de billetes. 

## Servicios ferroviarios

### Regionales
Los TER Borgoña enlazan las siguientes ciudades:
- Línea París / Montereau - Laroche-Migennes.
- Línea Villeneuve-la-Guyard - Auxerre.